# Краснотальский сельсовет
Краснотальский сельсовет — сельское поселение в Коченёвском районе Новосибирской области Российской Федерации.
Административный центр — посёлок Дружный.

## История
Статус и границы сельского поселения установлены Законом Новосибирской области от 2 июня 2004 года № 200-ОЗ «О статусе и границах муниципальных образований Новосибирской области»

## Население
| 2002 | 2010 | 2012 | 2013 | 2014 | 2015 | 2016 |
| ---- | ---- | ---- | ---- | ---- | ---- | ---- |
| 785  | ↘680 | ↗709 | ↗715 | ↗721 | ↗725 | →725 |
| 2017 | 2018 | 2019 | 2020 | 2021 |      |      |
| ↗737 | ↗757 | ↘752 | ↘740 | ↗744 |      |      |

## Состав сельского поселения
| № | Населённый пункт | Тип населённого пункта          | Население |
| - | ---------------- | ------------------------------- | --------- |
| 1 | Бармашево        | посёлок                         | ↘58       |
| 2 | Дружный          | посёлок, административный центр | →260      |
| 3 | Мирный           | посёлок                         | ↘362      |